# Uvaysi (cratère)
Uvaysi est un cratère de la planète Vénus situé à une latitude de 2,3° et une longitude de 198,3°. Ce cratère possède un diamètre de 38,9 kilomètres. Son nom est tiré de celui de Ouvaïssi, poétesse ouzbèke (1781-1845),.